# 605911 Cecily
605911 Cecily este o planetă minoră (asteroid) din Asteroid Amor. A fost descoperită pe 3 decembrie 2016 la  de . 
Obiectul prezintă o orbită caracterizată de o semiaxă mare de 1,7825426946733 UAi, o excentricitate de 0,29464857988223, o înclinație de 14,497945257851 ° în raport cu ecliptica.